# Niederpöbel
Niederpöbel ist ein Ortsteil der sächsischen Großen Kreisstadt Dippoldiswalde im Landkreis Sächsische Schweiz-Osterzgebirge.

## Geografie
Niederpöbel liegt direkt südwestlich von Schmiedeberg im Osterzgebirge, die Bebauung der beiden Orte geht ineinander über.

### Nachbarorte
| Sadisdorf   | Naundorf                                    | Schmiedeberg  |
| Hennersdorf | Kompassrose, die auf Nachbargemeinden zeigt | Dönschten     |
| Ammelsdorf  | Kipsdorf                                    | Oberbärenburg |

## Geschichte

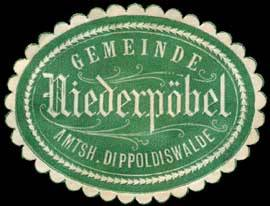
Siegelmarke der Gemeinde Niederpöbel

Im Jahr 1764 war Niederpöbel zum Amt Pirna gehörig. Später hatten die Ämter Pirna und Altenberg jeweils Anteile an dem Ort. Von 1856 bis 1875 gehörte Niederpöbel dem Gerichtsamt Dippoldiswalde an, danach der Amtshauptmannschaft Dippoldiswalde. 1900 betrug die Fläche der Gemarkung 15 Hektar. Die Bevölkerung Oberpöbels teilte sich 1925 in 341 Evangelisch-lutherische Einwohner und zehn Katholiken auf. Im Jahr 1920 sollte Niederpöbel mit der Pöbeltalbahn den Anschluss einer Schmalspurbahn, mit einer Spurweite von 750 mm von Schmiedeberg durch das Pöbeltal nach Moldau verlaufend, erhalten. Das Projekt wurde 1923 abgebrochen, Teile der fertigen Bahntrasse sind jedoch noch heute zu finden. Der noch eigenständige Ort wurde 1935 nach Schmiedeberg eingemeindet.
Zu DDR-Zeiten befand sich im Pöbeltal ein Betriebs-Ferienlager des VEB Waggonbau Dessau für die Kinder seiner Betriebsangehörigen.
1952 wurde Niederpöbel als Schmiedebergs Ortsteil Teil des Kreises Dippoldiswalde, der 1994 in den Weißeritzkreis überging. Niederpöbel wurde im August 2008 Teil des aus dem Landkreis Sächsische Schweiz und dem Weißeritzkreis gebildeten Landkreises Sächsische Schweiz-Osterzgebirge. Seit dem 1. Januar 2014 gehört Niederpöbel zu Dippoldiswalde.

### Einwohnerentwicklung
| Jahr      | 1764       | 1834 | 1871 | 1890 | 1910 | 1925 |
| Einwohner | 14 Häusler | 153  | 244  | 224  | 491  | 375  |

- Quelle=[1]